# Schloss Birtringen

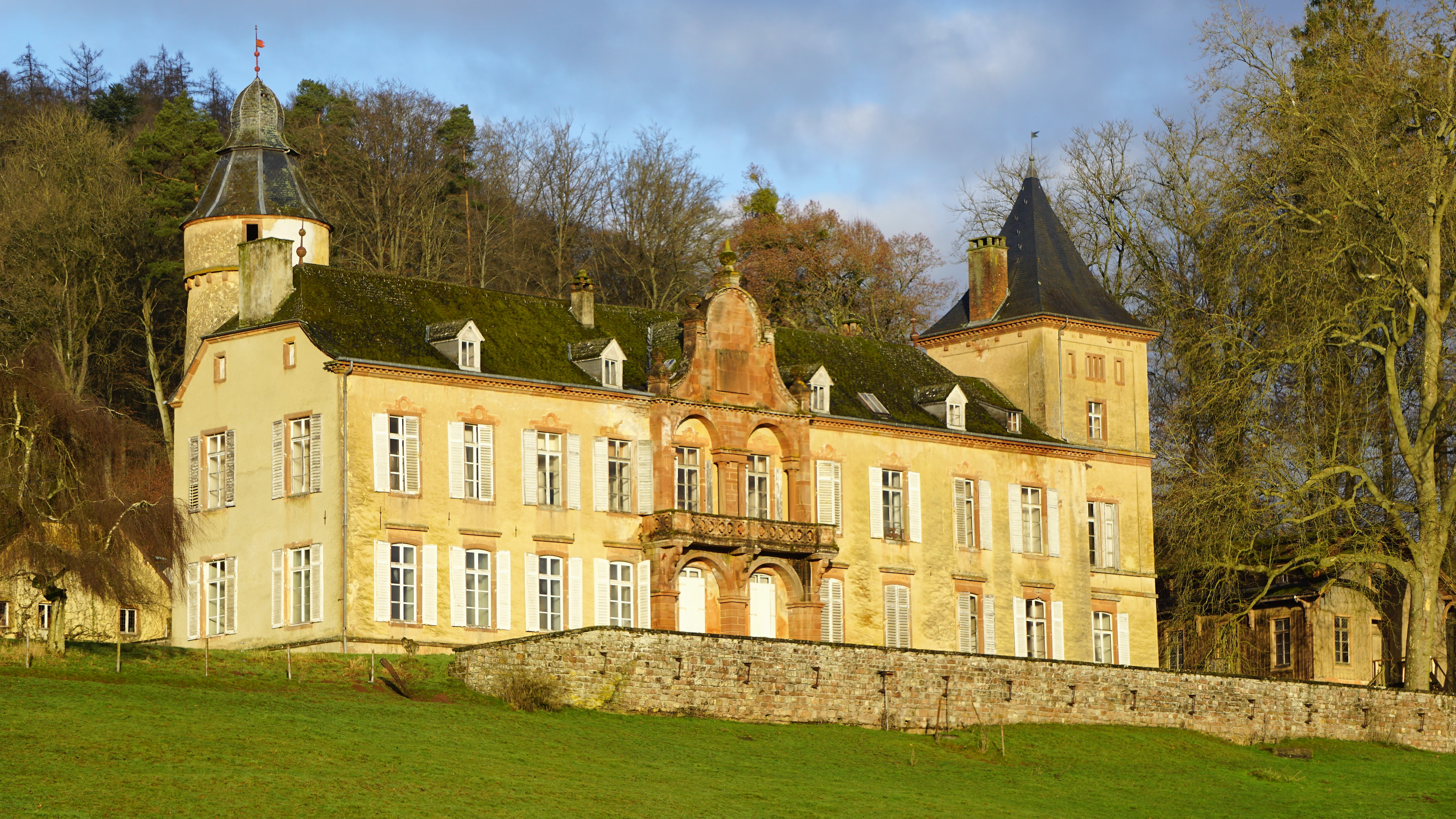
Schloss Birtringen

Schloss Birtringen (luxemburgisch Schlass Biertreng) ist ein Schloss in der Nähe von Schieren im Großherzogtum Luxemburg.

## Geschichte
Das Schloss wurde im 13. Jahrhundert von Gaspard-Florent de Breiderbach im Stil der englischen Gotik erbaut. 1813 wurde es von der Familie De Blochhausen erworben. Baron Félix de Blochhausen wurde im März 1834 auf dem Schloss geboren und starb dort im November 1915. Das Schloss ging 1935 in den Besitz der Familie von Charles de Broqueville über. Während des Zweiten Weltkriegs waren in dem Gebäude amerikanische Truppen stationiert. Inschriften und Graffiti dieser Soldaten sind noch heute an den Schlossmauern zu sehen. Das Schloss wurde 2002 aufgegeben.
Nach dem Tod von Baronin Claudine de Broqueville im Januar 2018 wurde das Schloss dem Luxemburger Rotes Kreuz gestiftet. Die Baronin wünschte sich, dass nach ihrem Tod ein Musikfestival auf dem Anwesen veranstaltet wird. Um diesem Wunsch nachzukommen, organisierte das Rote Kreuz vom 2. bis 4. August 2019 ein dreitägiges Festival mit 2500 Besuchern.
Im Jahr 2022 äußerte das Rote Kreuz den Wunsch, das Schloss aufgrund seines schlechten Zustands und der hohen Instandhaltungskosten zu versteigern, das Rote Kreuz kann zwei Drittel des Verkaufserlöses erhalten, das verbleibende Drittel geht an die gesetzlichen Erben von Claudine de Broqueville, wobei der Erlös vom Roten Kreuz in andere Projekte investiert werden sollte. Das Rote Kreuz veranstaltete eine Auktion, dabei lag das Mindestgebot bei 5,2 Millionen Euro. Der luxemburgische Unternehmer Jos Bourg kaufte das Haus im März 2021 und begann mit den Renovierungsarbeiten am Schloss. Das Nationales Institut für das gebaute Erbe unterstützte die Renovierungsarbeiten.

## Beschreibung

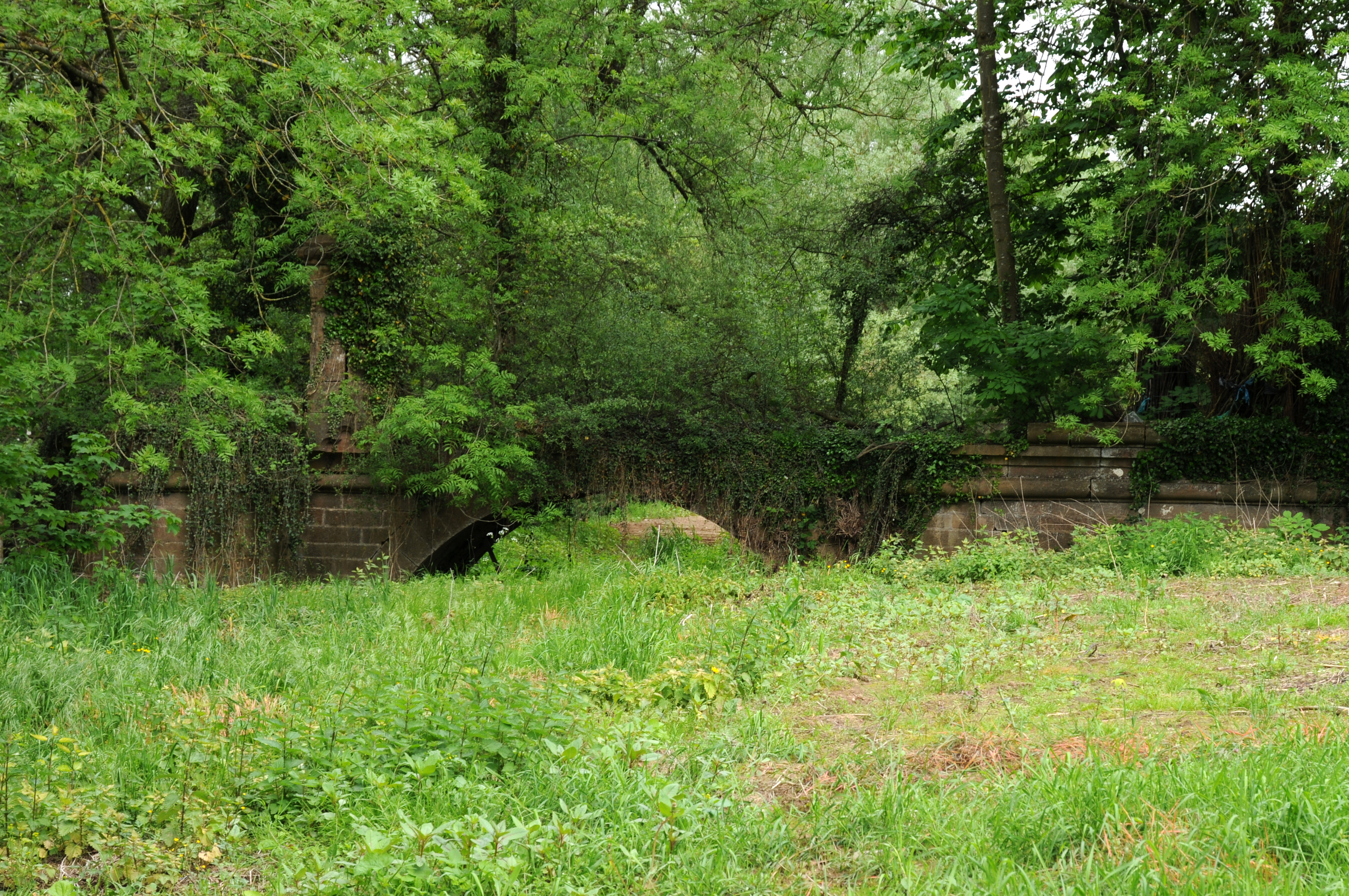
Birtringer Schlossbrücke

Der ehemalige Zugang zum Schloss erfolgte von Schieren aus durch eine Rotbuchenallee und über eine prächtige Brücke über die Alzette. Die Brücke wurde 1844 aus rotem Sandstein erbaut, im Zweiten Weltkrieg jedoch zerstört und danach nicht mehr wieder aufgebaut.
Zum Anwesen gehören auch die Stallungen, ein Binnenhof mit Schwimmbad und das sogenannte russische Haus, das ganz aus Holz gebaut ist. Der älteste Gebäudeteil ist der hohe Rundturm aus dem 14. Jahrhundert. Über eine abenteuerliche Treppe gelangt man auch auf den Dachboden. Die Fläche der Ländereien, die zum Schloss gehören, beträgt etwa 90 Hektar. Früher, so heißt es, sei es hier ein exzellentes Jagdgebiet gewesen.